# متتالية فيبوناتشي

تبليط المربعات حيث يكون الجانبان هما أعداد فيبوناشي المتتالية في الطول

في الرياضيات، متتالية فيبوناتشي أو أعداد فيبوناتشي
(بالإنجليزية: Fibonacci numbers) نسبة إلى عالم الرياضيات الإيطالي ليوناردو فيبوناتشي، هي متتالية يساوي فيها الحد مجموع الحدين السابقين.
حدود هذه المتتالية الأولى هن الأعداد التالية:
الصيغة الأولى:
{\displaystyle 0,\;1,\;1,\;2,\;3,\;5,\;8,\;13,\;21,\;34,\;55,\;89,\;144,\;\ldots .}
الصيغة الثانية:
{\displaystyle 1,\;1,\;2,\;3,\;5,\;8,\;13,\;21,\;34,\;55,\;89,\;144,\;\ldots .}
لأن الصفر لا يمكنه إنشاء العدد 1 "0=0+0", لاكن  العدد 1 يمكنه إنشاء العدد 2 "2=1+1" و "3=1+2" وهكذا هي متتالية فيبوناتشي.
أول حدي متتالية فيبوناتشي هما الصفر والواحد، ولكن بعض المدارس حذفن الحد 0 الأساسي واستبدلنه بالحد، وبعضهن بدأ المتتالية بالواحد والاثنين. ويبقى كل حد هو مجموع الحدين السابقين له في جميع هذه الحالات.

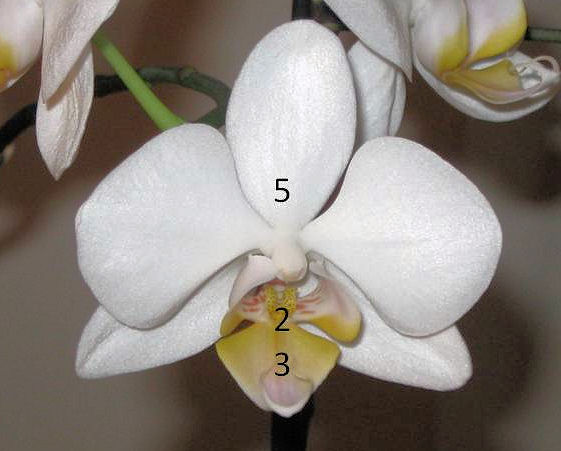
يتجلى العدد في الطبيعة بأشكال مختلفة.

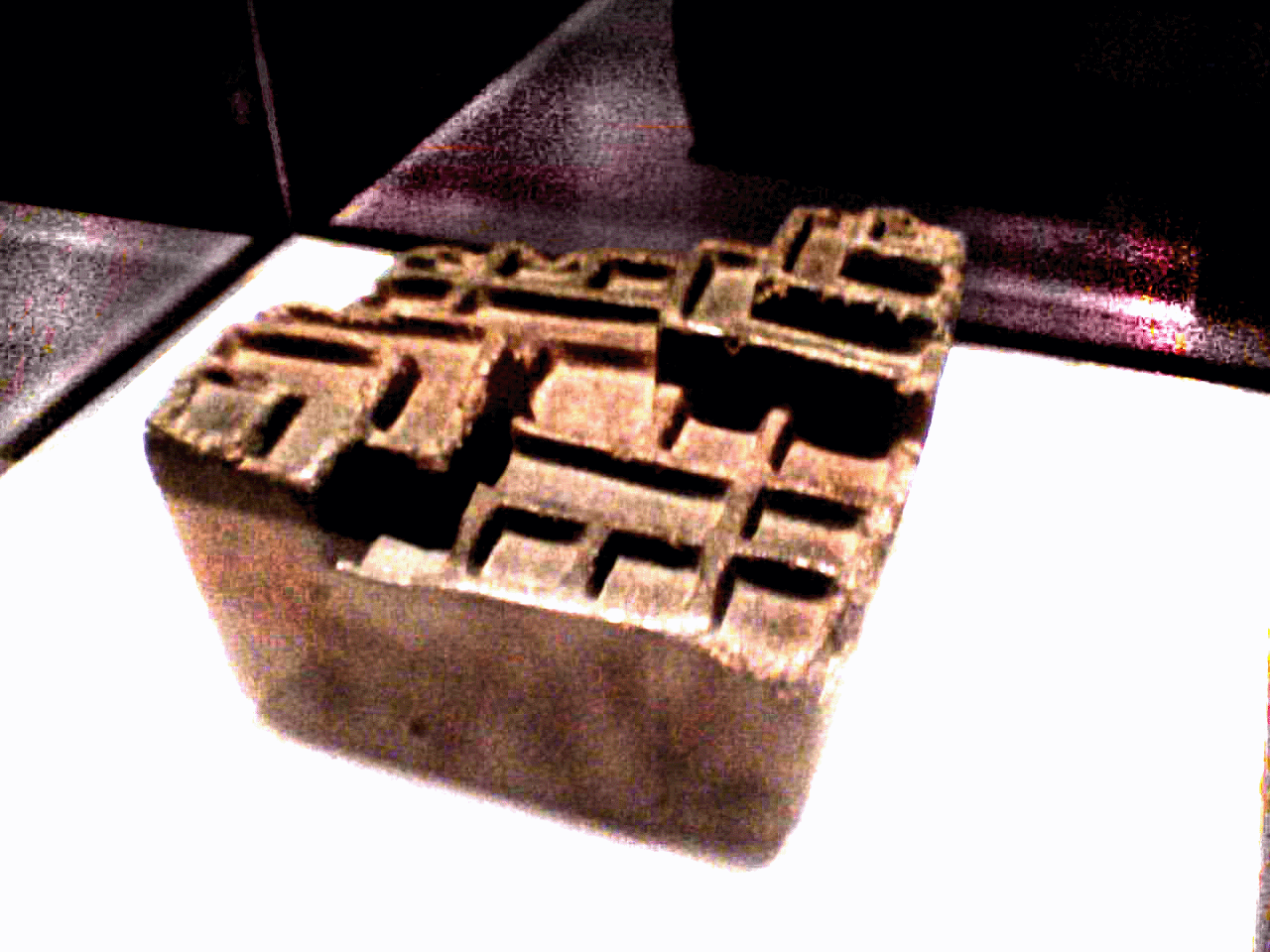
يوبانا (وتعني بالكيشوا أداة عد) وهي آلة حسابية استخدمها الإنكا. يعتقد الباحثون بأن تلك الحسابات اعتمدت على أعداد فيبوناشي لتقليل عدد الحبوب اللازمة لكل حقل.

تعرف المتتالية {\displaystyle F_{n}} لعدد فيبوناتشي بالوصف الرياضياتي مستعملا علاقة استدعاء ذاتي:
{\displaystyle F_{n}=F_{n-1}+F_{n-2},\!\,}
مع القيم الناتجة عنها
{\displaystyle F_{0}=0} و {\displaystyle F_{1}=1}
سميت متتالية فيبوناتشي نسبة إلى ليوناردو البيسي والمعروف باسم فيبوناتشي (باللاتينية: Fibonacci). عرف هذا العالم هذه المتتالية في كتاب له اسمه ليبري أباتشي نشره عام 1202، رغم أنها كانت معروفة وموصوفة بالسابق في الرياضيات الهندية.، مائتين سنة قبل الميلاد، في عمل قام به بينغالا.
تظهر متتالية فيبوناتشي في العديد من المواقع في الرياضيات إلى درجة أن هناك جريدة مختصة في دراستها تسمى دورية فيبوناتشي. تتضمن تطبيقات المتتالية تطبيقات في مجال علم الحاسوب، تقنية فيبوناتشي للبحث مثالا.
متتالية فيبوناتشي مرتبطة ارتباطا شديدا بالنسبة الذهبية. تعبر صيغة بِينيت عن حد متتالية فيبوناتشي من الدرجة n مستعملة n ذاته إضافة إلى النسبة الذهبية، ومبينة أن النسبة بين حدين متتابعين من المتتالية تؤول إلى النسبة الذهنية عندما يؤول n إلى ما لا نهاية له.
ترتبط أعداد فيبوناتشي أيضا بأعداد لوكاس {\displaystyle L_{n}}، كونهما تكونان زوجا متكاملا من متتالية لوكاس: {\displaystyle U_{n}(1,-1)=F_{n}} و {\displaystyle V_{n}(1,-1)=L_{n}}.

## تعريف

لولب فيبوناتشي: an approximation of the golden spiral created by drawing circular arcs connecting the opposite corners of squares in the Fibonacci tiling; (see preceding image)

لولب فيبوناتشي بطريقة رسم أقواس متصلة بالزوايا المتقابلة من المربعات في تبليط فيبوناتشي، ويستخدم لأحجام المربعات التالية 1، 1، 2، 3، 5، 8، 13، 21، 34، انظر الدوامة الذهبية

أول 21 من أرقام فيبوناتشي (متسلسلة A000045 في OEIS)، ومرقمة بالعلامة Fن حيث ن = 0, 1, 2,... ,20 هي:
| F0 | F1 | F2 | F3 | F4 | F5 | F6 | F7 | F8 | F9 | F10 | F11 | F12 | F13 | F14 | F15 | F16 | F17  | F18  | F19  | F20  |
| 0  | 1  | 1  | 2  | 3  | 5  | 8  | 13 | 21 | 34 | 55  | 89  | 144 | 233 | 377 | 610 | 987 | 1597 | 2584 | 4181 | 6765 |

## التاريخ
انظر أيضا تاريخ النسبة الذهبية.

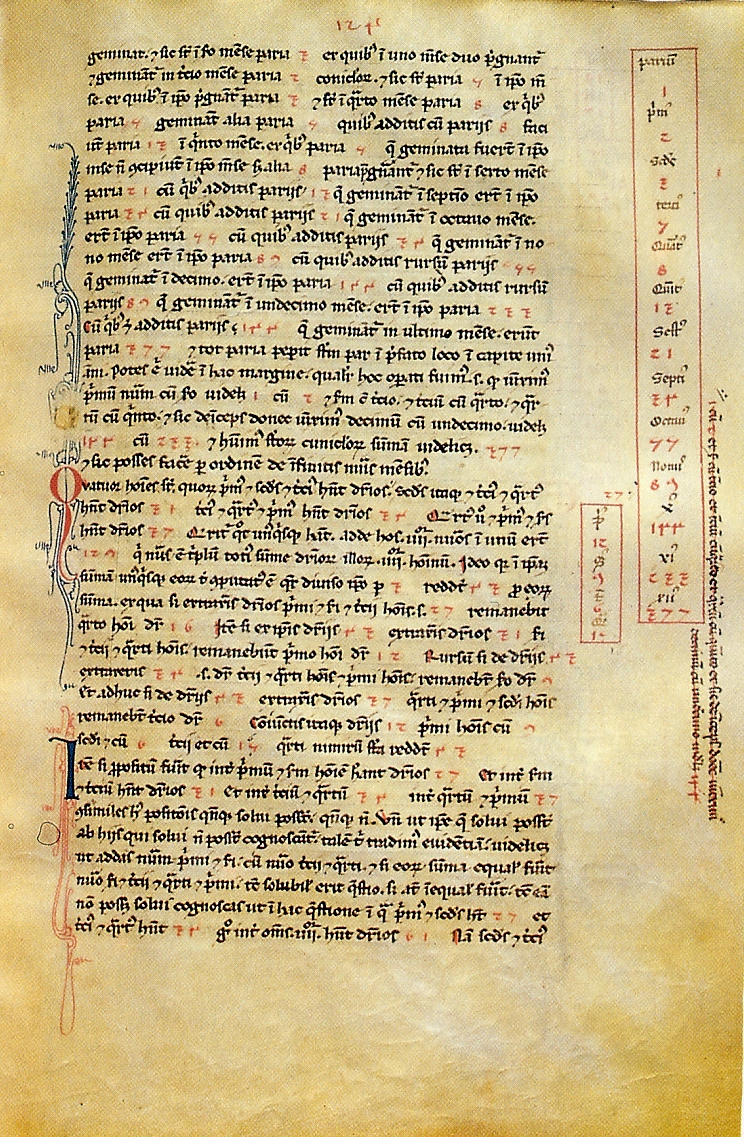
صفحة من الكتاب ليبر أباتشي لفيبوناتشي الموجود في المكتبة الوطنية المركزية في فلورنسا مبينا (في العلبة يمينا) متتالية فيبوناتشي مع موقع الحد في المتتالية مشارا إليه بالأعداد اللاتينية والرومانية وبالأرقام العربية الهندية.

عرف الهنود القدماء متتالية فيبوناتشي قبل ظهورها في أوروبا، حيث طبقوها في علم أوزان الشعر.
وجاء الدافع لذلك من العروض السنسكريتية، حيث المقاطع الطويلة لها فترة = 2 والمقاطع القصيرة لها فترة = 1. يمكن تشكيل أي نمط له فترة ن وذلك بإضافة مقطع قصير إلى نمط من فترة ن  − 1، أو مقطع طويل لنمط من فترة ن  − 2، وبالتالي فإن عروض الشعر تظهر أن عدد أنماط فترة ن هو مجموع الرقمين السابقين من التسلسل. وبعد ذلك بدأ المؤلفون باستخدام الخوارزميات لتصنيف أو عدم تصنيف تلك الأنماط (بمعنى إيجاد النمط المرقم بالكاف من الفترة ن)، مما أدى لاكتشاف أرقام فيبوناتشي عليا. وقد استعرض دونالد كانوث تلك النتيجة في كتابه فن برمجة الحاسوب.
وقد بدأ ليوناردو البيسي المعروف باسم فيبوناتشي بدراسة تلك المتتالية في أوروبا في كتابه ليبر أباتشي (1202). واعتبر النمو على افتراض (وهو غير صحيح في علم الأحياء) مجموعة ارانب كالتالي: حقل به زوج من الأرانب حديثي الولادة إحداهما ذكر والآخر انثى، فالأرانب بإمكانها التزاوج عند بلوغ الشهر، لذا ففي نهاية الشهر التالي تكون الأنثى قد ولدت زوج من الأرانب؛ بافتراض أنه لم يمت أي أرنب خلال مدة معينة وبافتراض أن في كل شهر ينتج زوج من الأرانب (ذكر وأنثى) بدأ من الشهر التالي. فكان اللغز الذي طرحه فيبوناتشي هو: كم سيكون عدد الأزواج في السنة الواحدة؟
- في نهاية الشهر الأول سيحصل تزاوج، ولكن يبقى أن هناك زوجا واحدا فقط.
- في نهاية الشهر التالي، الأنثى تلد زوجا جديدا، لذا سيكون هناك زوجين من الأرانب في الحقل.
- في نهاية الشهر الثالث، الأنثى الأصل تلد زوجا جديدا، مما يصبح العدد هو 3 أزواج من الأرانب في الحقل.
- في نهاية الشهر الرابع تلد الأُنثى الأصل زوجا من الأرانب، والأنثى التي ولدت قبل شهرين تلد أول زوج لها من الأرانب. مما يصبح العدد هو 5 أزواج.

وفي نهاية المطاف عند الشهر ن، عدد الأزواج من الأرانب يساوي عدد الأزواج المواليد (حيث هو عدد الأزواج في الشهر ن-2) زائد عدد الأزواج الأحياء عند آخر شهر. هذا هو أو العدد ن لمتتالية فيبوناتشي.

In a growing idealized population, the number of rabbit pairs form the Fibonacci sequence. At the end of the nth month, the number of pairs is equal to F_{n.}

أول من استعمل مصطلح متتالية فيبوناتشي هو عالم الرياضيات الفرنسي إدوارد لوكا والذي عاش خلال القرن التاسع عشر..

## علاقتها بالنسبة الذهبية
حاول العلماء أن يفهموا هذه السلسلة، فقاموا بقسمة كل حد على الحد السابق له، فاكتشفوا أن هذه المتتالية تنفرد بخصائص كثيرة منها العلاقة مع النسبة الذهبية، ذلك أنه إذا اعتُبرت قسمة كل عدد من المتتالية على العدد الذي يسبقه (1÷1=1، 1÷2=2، 2÷3=1.5، 3÷5=1.6666666، 5÷8=1.6، 8÷13= 1.625، 13÷21 = 1.61538، …) يُلاحظ الاقتراب شيئا فشيئا من الرقم 1.618034 الذي يسمى الرقم الذهبي نظرا لخصائصه العجيبة في الرياضيات كما في الطبيعة.
أي متتالية على الصيغة An+2 = An+1 + An حيث A1 و A2 موجبان فإنه يقترب ناتج قسمة كل حد على الحد الذي يسبقه من 1.618 شيئا فشيئا للرقم الذهبي.
أطلق العلماء على الرقم الذهبي اسم «فاي» أو «في» (phi) وبعد محاولة التوصل إلى النسبة بين أربعين حدا متتاليا في متتالية فيبوناتشي وجدوا انه يمكن تقريب «فاي» إلى 15 رقم عشري
Φ = 1.618033988749895, …
تتكون النسبة الذهبية من عددين هما 1.618034 و 0.618034 وكلا العددين هو المقلوب الحسابي للعدد الأخر.

### الصيغة العامة
تملك متتالية فيبوناتشي تعبيرا منغلق الشكل. الصيغة العامة لمتتالية فيبوناتشي هي:{\displaystyle F(n)={\frac {1}{\sqrt {5}}}(\varphi ^{n}-\varphi '^{n})} مع:{\displaystyle \varphi ={\frac {1+{\sqrt {5}}}{2}}\,} و{\displaystyle \varphi '={\frac {1-{\sqrt {5}}}{2}}\,}
و هذه بعض القيم: 0, 1, 1, 2, 3, 5, 8, 13, 21, 34, 55, 89, 144, 233, 377, 610, 987, 1597, 2584, 4181, 6765, 10946,...
ويقترب ناتج قسمة كل حد على الحد الذي يسبقه من 1.618 شيئا فشيئا للرقم الذهبي ويسمى هذا الرقم أيضا برقم التناسب المقدس والنسبة الذهبية.
تسمى هذه الصيغة صيغة بينيت نسبة إلى عالم الرياضيات الفرنسي جاك فيليب ماري بينيه.
يمكن إثبات صحة الجملة العامة عن طريق الاستقراء الرياضي.
- الأساس: لنوضح أن التعبير صحيح من أجل {\displaystyle n=0} و {\displaystyle n=1} :

{\displaystyle F(0)={\frac {\left({\frac {1+{\sqrt {5}}}{2}}\right)^{0}-\left({\frac {1-{\sqrt {5}}}{2}}\right)^{0}}{\sqrt {5}}}={\frac {1-1}{\sqrt {5}}}=0}
{\displaystyle F(1)={\frac {\left({\frac {1+{\sqrt {5}}}{2}}\right)^{1}-\left({\frac {1-{\sqrt {5}}}{2}}\right)^{1}}{\sqrt {5}}}={\frac {{\frac {1+{\sqrt {5}}}{2}}-{\frac {1-{\sqrt {5}}}{2}}}{\sqrt {5}}}={\frac {\frac {1+{\sqrt {5}}-1+{\sqrt {5}}}{2}}{\sqrt {5}}}={\frac {\frac {{\sqrt {5}}+{\sqrt {5}}}{2}}{\sqrt {5}}}={\frac {\frac {2{\sqrt {5}}}{2}}{\sqrt {5}}}={\frac {\sqrt {5}}{\sqrt {5}}}=1}
- خطوة الاستقراء : تبين أنه إذا كانت {\displaystyle F(n)} و {\displaystyle F(n-1)} صحيحة، فإن {\displaystyle F(n+1)} صحيحة أيضا. يتم ذلك على النحو الاتي.[12]

{\displaystyle {\begin{aligned}F\left(k+1\right)&=F\left(k\right)+F\left(k-1\right)\\&={\frac {\left({\frac {1+{\sqrt {5}}}{2}}\right)^{k}-\left({\frac {1-{\sqrt {5}}}{2}}\right)^{k}}{\sqrt {5}}}+{\frac {\left({\frac {1+{\sqrt {5}}}{2}}\right)^{k-1}-\left({\frac {1-{\sqrt {5}}}{2}}\right)^{k-1}}{\sqrt {5}}}\\&={\frac {\left({\frac {1+{\sqrt {5}}}{2}}\right)^{k}+\left({\frac {1+{\sqrt {5}}}{2}}\right)^{k-1}-\left({\frac {1-{\sqrt {5}}}{2}}\right)^{k}-\left({\frac {1-{\sqrt {5}}}{2}}\right)^{k-1}}{\sqrt {5}}}\\&={\frac {\left(\left({\frac {1+{\sqrt {5}}}{2}}\right)+1\right)\left({\frac {1+{\sqrt {5}}}{2}}\right)^{k-1}-\left(\left({\frac {1-{\sqrt {5}}}{2}}\right)+1\right)\left({\frac {1-{\sqrt {5}}}{2}}\right)^{k-1}}{\sqrt {5}}}\\&={\frac {\left(\left({\frac {3+{\sqrt {5}}}{2}}\right)\right)\left({\frac {1+{\sqrt {5}}}{2}}\right)^{k-1}-\left(\left({\frac {3-{\sqrt {5}}}{2}}\right)\right)\left({\frac {1-{\sqrt {5}}}{2}}\right)^{k-1}}{\sqrt {5}}}\\&={\frac {\left(\left({\frac {1+{\sqrt {5}}}{2}}\right)^{2}\right)\left({\frac {1+{\sqrt {5}}}{2}}\right)^{k-1}-\left(\left({\frac {1-{\sqrt {5}}}{2}}\right)^{2}\right)\left({\frac {1-{\sqrt {5}}}{2}}\right)^{k-1}}{\sqrt {5}}}\\&={\frac {\left({\frac {1+{\sqrt {5}}}{2}}\right)^{k+1}-\left({\frac {1-{\sqrt {5}}}{2}}\right)^{k+1}}{\sqrt {5}}}\end{aligned}}}

### قد تصير متتالية هندسية
إذا ما أخذنا A1=1، A2=φ ، حيث φ هي الرقم الذهبي وطبقناها على المتتالية An+2 = An+1 + An فالناتج متتالية هندسيه أساسها φ.

## خصائص المتتالية وقيمها
قد يبدو ملاحظا أن المرة 21 (13+34) تساوي 987. أو تلكم المرة 34 (21+55) تساوي 2584. باستخدام العلاقة المكررة يمكن للتسلسل أن يمتد إلى مؤشر سلبي ن. نتيجة ترضي المعادلة
فتكون المعادلة لتلك النتائج
{\displaystyle F_{-n}=(-1)^{n+1}F_{n}.\!\,}
وهذا التسلسل كاملا
{\displaystyle \ldots ,\;-8,\;5,\;-3,\;2,\;-1,\;1,\;0,\;1,\;1,\;2,\;3,\;5,\;8,\;\ldots }

### متسلسلات القوى
الدالة المولدة لمتتالية فيبوناتشي هي متسلسلة القوى التالية:
{\displaystyle s(x)=\sum _{k=0}^{\infty }F_{k}x^{k}.}
هذه المتسلسلة تتقارب حين يتوفر {\displaystyle |x|<{\frac {1}{\varphi }},} ولمجموعها شكل مغلق بسيط هو:
{\displaystyle s(x)={\frac {x}{1-x-x^{2}}}}
ليكن
{\displaystyle s(z)=\sum _{n\in \mathbb {N} }F_{n}z^{n}}.
بضرب حدي العلاقة التي تعرف متتالية فيبوناتشي ب zn+2 وبعد ذلك بالجمع على جميع الأعداد الطبيعية n, يُحصل على:
{\displaystyle s(z)-F_{0}-F_{1}z=z\left(s(z)-F_{0}\right)+z^{2}s(z)},
علما أن {\displaystyle F_{0}=0} و {\displaystyle F_{1}=1} أي أن:
{\displaystyle s(z)-z=zs(z)+z^{2}s(z)},
أو أيضا
{\displaystyle (1-z-z^{2})s(z)=z}.
يمكن أن نقسم الحدين على {\displaystyle 1-z-z^{2}} بما أن z يختلف عن الجذرين –φ و 1/φ.

## علاقتها بمسألةسيراكيز
مجموعة فيبوناتشي هي متتالية فيبوناتشي ولكنها بخلاف مجموعة من الأرقام لها صلات بالاعداد للكواكب والمجرات والتصنيفات النباتيه والحيوانيه ويقال عند الهنود القدماء قبل ظهور تلك المتتاليه ان هناك مجموعة من الاعداد ذات ترتيب معين له صلة باحداث يوميه في الحاضر والمستقبل متوقع حدوثها.

## تطبيقات

### في الرياضيات

أعداد فيبوناتشي هي المجاميع للأقطار المائلة السطحية المبينة باللون الأحمر في مثلث باسكال.

تظهر أعداد فيبوناتشي على شكل مجاميع في مثلث باسكال للأعداد الواقعة على أقطار مائلة (انظر إلى معامل ثنائي).
{\displaystyle F_{n}=\sum _{k=0}^{\left\lfloor {\frac {n-1}{2}}\right\rfloor }{\binom {n-k-1}{k}}.}
تظهر أعداد فيبوناتشي أيضا جوابا على معضلة معروفة في التحليل التوافقي والمتمثلة فيما يلي: كم عدد طرق كتابة عدد ما، مجموعا مرتبا من الرقمين الواحد والاثنين. الجواب هو Fn+1. على سبيل المثال، إذا كان n يساوي خمسة، فإن Fn+1 = F6 = 8
5 = 1+1+1+1+1 = 1+1+1+2 = 1+1+2+1 = 1+2+1+1 = 2+1+1+1 = 2+2+1 = 2+1+2 = 1+2+2.
- تمكن عالم الرياضيات الروسي يوري ماتياسفيتش من البرهان على أن أعداد فيبوناتشي يمكن أن تعرف بمعادلة ديفونتية. فتح له ذلك باب برهان معضلة هيلبرت العاشرة.
- متتالية فيبوناتشي هي مثال عن المتتاليات الكاملة. هذا يعني أن كل عدد صحيح طبيعي يمكن أن يكتب مجموعا لأعداد فيبوناتشي بدون استعمال أحد منهن أكثر من مرة.

### في علم الحاسوب
استخدمت متتالية فيبوناتشي في تحليل الأسواق المالية وفي استراتيجيات مثل ارتداد فيبوناتشي وفي خوارزميات االكمبيوتر مثل تقنية فيبوناتشي للبحث وهيكلة بيانات تكدس فيبوناتشي [الإنجليزية]. وهي تظهر أيضا في الترتيبات البيولوجية، مثل تفريعات الأشجار وترتيب الأوراق على الساق وطرف الثمرة من الأناناس وتفتح الخرشوف والسرخس غير المتجعد وترتيب مخروط الصنوبر.
- تستعمل أعدادَ فيبوناتشي بعض مولدات الأعداد شبه العشوائية.

### في الطبيعة

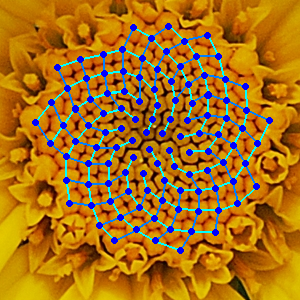
Yellow chamomile head showing the arrangement in 21 (blue) and 13 (aqua) spirals. Such arrangements involving consecutive Fibonacci numbers appear in a wide variety of plants.

Illustration of Vogel's model for

انظر أيضا أنماط في الطبيعة.

### في غيرها
- متتالية فيبوناتشي العشوائية